# Actinocarya tibetica
Actinocarya tibetica är en strävbladig växtart som beskrevs av George Bentham. Actinocarya tibetica ingår i släktet Actinocarya och familjen strävbladiga växter. Inga underarter finns listade i Catalogue of Life.